# 세 쌍동
세 쌍동은 한국에서 제작된 이창근 감독의 1959년 영화이다. 이민자 등이 주연으로 출연하였고 이창근 등이 제작에 참여하였다.

## 출연

### 주연
- 이민자
- 조천금
- 허장강
- 한미나

## 제작진
- 원작자: 이창근
- 녹음: 최칠복